# Chamaelimnas tircis
Chamaelimnas tircis är en fjärilsart som beskrevs av Felder 1865. Chamaelimnas tircis ingår i släktet Chamaelimnas och familjen Riodinidae. Inga underarter finns listade i Catalogue of Life.